# Axel-Herman Nilsson
Axel-Herman Nilsson (ur. 31 grudnia 1894 w Sztokholmie, zm. 12 maja 1969 tamże) – szwedzki narciarz klasyczny, dwukrotny olimpijczyk, startował w latach 20. XX wieku.

## Przebieg kariery
Nilsson rywalizował w dwóch pierwszych zimowych igrzyskach olimpijskich. W 1924 ukończył zawody skoków narciarskich na szóstym miejscu, po skokach na 42,5 m i 44 m, a zawody kombinacji norweskiej na miejscu piątym – skakał w nich na 42,5 m i 40,5 m, a trasę biegową pokonał w trakcie 1 godziny 31 minut i 17 sekund.
Na Igrzyskach w 1928 wystartował tylko w skokach, gdzie oddał próby na 53,5 m i 60 m. Sklasyfikowano go za to na czwartej lokacie.

## Starty olimpijskie

### Starty w konkursach skoków naigrzyskach olimpijskich– szczegółowo
| Miejsce | Dzień     | Rok  | Miejscowość  | Skocznia             | Konkurs  | Skok 1 | Skok 2 | Nota       | Strata    | Zwycięzca          |
| ------- | --------- | ---- | ------------ | -------------------- | -------- | ------ | ------ | ---------- | --------- | ------------------ |
| 6.      | 4 lutego  | 1924 | Chamonix     | Tremplin aux Bossons | indywid. | 42,5 m | 44,0 m | 17,147 pkt | 1,813 pkt | Jacob Tullin Thams |
| 4.      | 18 lutego | 1928 | Sankt Moritz | Olympiaschanze       | indywid. | 53,5 m | 60,0 m | 16,937 pkt | 2,271 pkt | Alf Andersen       |

### Starty w kombinacji naigrzyskach olimpijskich– szczegółowo
| Miejsce | Dzień    | Rok  | Miejscowość | Dyscyplina/konkurencja                    | Wynik       | Strata     | Zwycięzca     |
| ------- | -------- | ---- | ----------- | ----------------------------------------- | ----------- | ---------- | ------------- |
| 5.      | 4 lutego | 1924 | Chamonix    | kombinacja norweska skoki + bieg na 18 km | 14,063 pkt. | 4,843 pkt. | Thorleif Haug |